# Iravalli, Belur
Iravalli là một làng thuộc tehsil Belur, huyện Hassan, bang Karnataka, Ấn Độ.